# 土耳其經濟

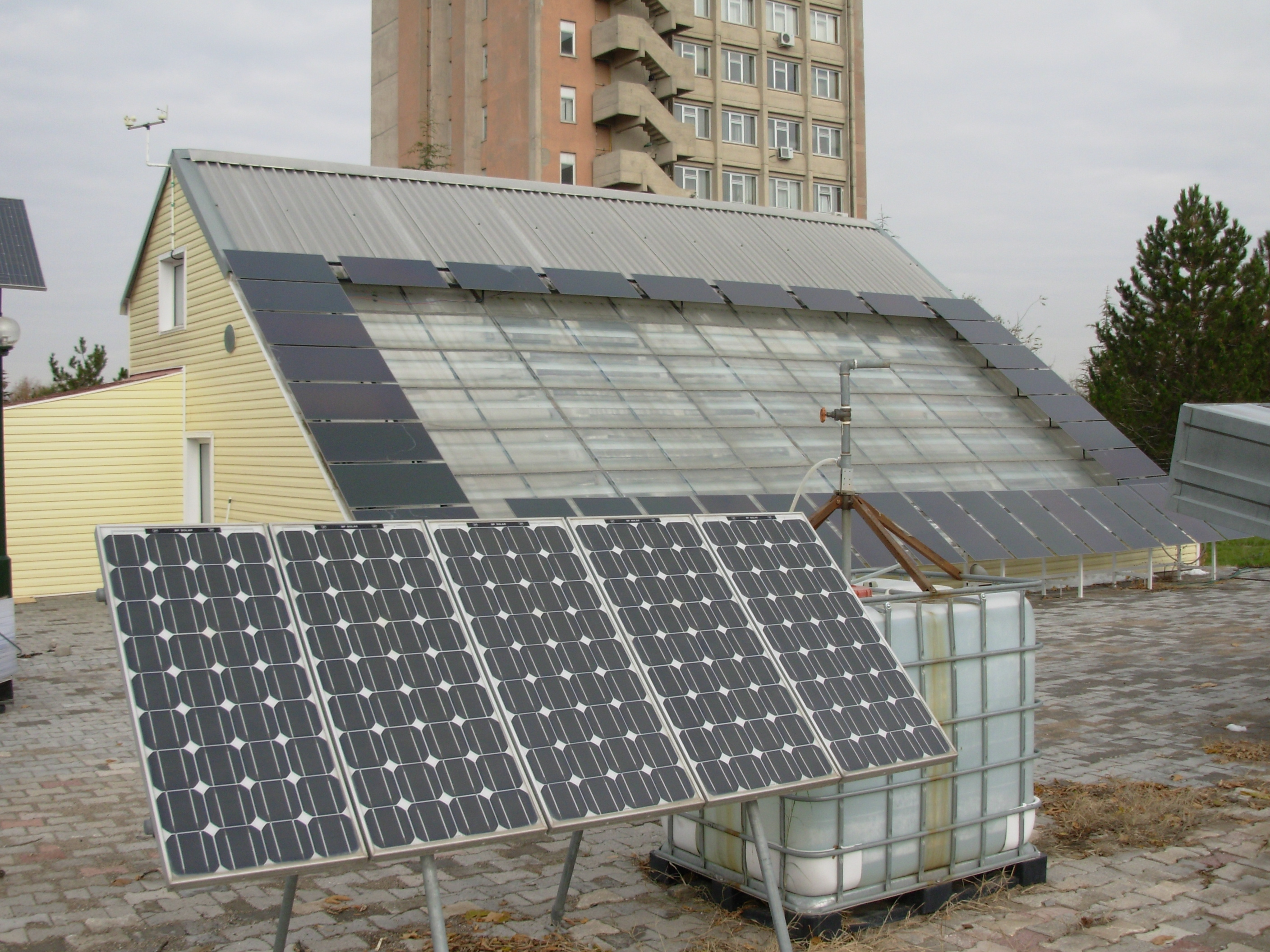
首都太陽能屋頂計畫

土耳其經濟發展快速。土耳其在生產農產品、紡織品、汽車、船隻及其他運輸工具、建築材料和家用電子產品皆居領導地位。近年來，土耳其在私人部門已有顯著發展，然而國有企業於工業、銀行業、運輸及通訊仍有重要地位。

## 總體經濟發展趨勢
土耳其為世界第15大國內生產毛額(購買力評價)之經濟體，在國內生產毛額(匯率計價)方面則位居第17。土耳其為經濟合作與發展組織之創始會員國(1961年加入)及二十國集團之成員(1999年加入)；自1995年12月31日起，土耳其成為歐盟海關同盟的一員。
中央情報局將土耳其分類為已開發國家，但經濟學家及政治學家常將土耳其認定為新興工業化國家，然而美林證券、世界銀行及經濟學人雜誌將其歸類為新興市場。
世界銀行就土耳其2007年之人均国内生产总值分類其為中高所得國家。根據富比世雜誌的調查，伊斯坦堡--土耳其的經濟首都，於2010年3月有28位十億富豪(較2008年的35位減少)，排名世界第4，僅次於紐約(60位)、莫斯科(50位)及倫敦(32位)。

### 全球經濟危機影響
如同多數經濟體，土耳其經濟亦受全球經濟危機影響，土耳其財政部公佈的經濟赤字於2009年上半年快速增加至232億里拉(150億美元)，為一年前的13倍。
土耳其股市於2009年間幾乎翻漲了兩倍，根據經濟學人雜誌，土耳其股市的漲幅在2008年12月至2009年12月間僅次於阿根廷股市。
2018年，土耳其發生貨幣和債務危機。

## 主要經濟部門

### 農業
於2007年3月，土耳其為世界最大的榛果、櫻桃、無花果、杏、石榴生產國，西瓜、小黃瓜、雞豆則為世界第二，蕃茄、茄子、綠胡椒、兵豆、開心果居第三位，洋蔥及橄欖居第四位，甜菜居第五位，煙草、茶及蘋果居第六位，棉花及大麥居第七位，杏仁居第八位，小麥、黑麥及葡萄柚居第九位，檸檬則居第十位。自1980年代以來，土耳其的糧食生產已可自給自足。農產品的輸出也有可觀的成長，然而，自從1980年代，農業相較於整體經濟發展略顯緩慢，農業貸款的利率也較低，許多創立於1930年至1980年的機構仍在農民培訓扮演重要角色。
於2006年時，農業部門佔總勞動力的11.2%，歷史上，土耳其的農地是相當零碎的，根據1990年的統計資料，85%的土耳其農民所擁有的土地小於十公頃，而這其中的57%農民的土地分布在四塊以上的不連續區塊。此種農業傳統依然廣泛存在，但預期隨著歐盟進程而有改變。

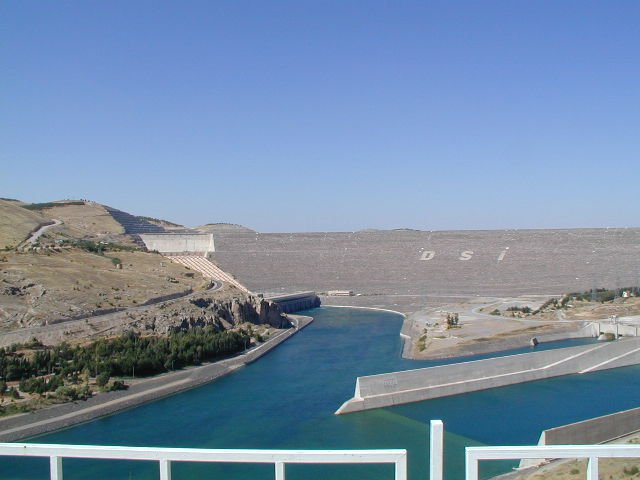
阿塔圖爾克大壩為東南安那托利亞計劃22座水壩中最大的一座。

土耳其正取消農業獎勵機制，肥料與殺蟲劑補助金已被縮減且固定價格收購機制亦逐漸變為底價收購。土耳其政府進行許多已計劃政策，如東南安那托利亞計劃(Southeastern Anatolia Project （页面存档备份，存于）)，G.A.P.)，G.A.P.預期能為東南地區的農業帶來繁榮的未來，此計劃包含22座水壩19間水力發電廠以及灌溉182萬公頃的土地，預估總金費為320億美元，總發電機裝機容量為7476百萬瓦，且每年可產出270億度電(千瓦-小時)。
在家畜業方面，相較於建國之初少有增長，並於往後數十年呈現停滯，然而家畜作物--包括肉類、鮮奶、羊毛及蛋等，仍佔農業輸出的三分之一以上。漁業亦為重要的經濟部分，於2005年，土耳其的捕撈漁業及養殖漁業生產545673噸的魚獲量。

### 工業

#### 家用電子產品與電器
土耳其品牌Beko及Vestel為歐洲最大家用電子產品與電器製造商。
Vestel電子為歐洲最大電視製造商，於2007年佔歐洲市場的21%。2005年1月，Vestel和其對手土耳其電子及家用電器(white goods，指冰箱洗衣機等)品牌BEKO共佔有歐洲一半以上的市場，另一家電子品牌，Profilo-Telra，2005年時為歐洲第三大電視製造商。土耳其廠商的市佔率隨著土耳其與歐盟簽定關稅協定而增加。由1995年至2005年，電視市佔率由5%至50%，數位產品由3%至15%，白色貨品由3%至18%。

#### 紡織及服飾業
2006年時土耳其服裝出口值139.8億美元，超過歐盟國家(106.7億美元)總和。

#### 汽車及相關產品

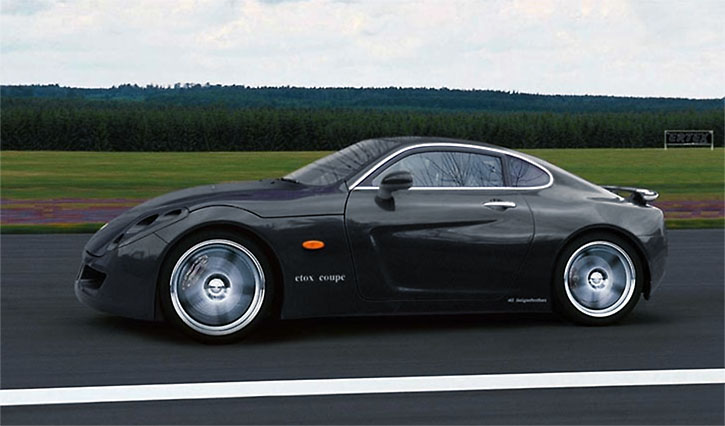
Etox為土耳其跑車品牌，總部設於安卡拉

土耳其有一個廣大且持續成長的汽車工業，2006年時生產1,024,987 輛汽車，排名歐洲第七大，分別次於 德國 (5,819,614輛)、法國(3,174,260輛)、西班牙(2,770,435輛)、英國(1,648,388輛)、俄羅斯(1,508,358輛)及義大利(1,211,594輛)。
於2008年，土耳其生產了 1,147,110輛汽車，超越義大利成為歐洲第6大汽車製造國，並排名世界第15。
從1960年代起，汽車工業及成為土耳其經濟重要的一環，汽車製造廠多集中於馬爾馬拉地區，國內有許多汽車及零件公司，使土耳其在全球汽車製造分工鏈扮演重要角色，2008年汽車相關產品出口總值達229.44億美元。

#### 造船業
土耳其在造船業亦居領先地位，2007年造船廠排名世界第4(次於中國南韓及日本) ，在船訂單方面亦居第4(次於義大利、美國及加拿大)。

#### 營造業
土耳其營造業在世界上具有競爭力及動能，2007年一共有22個土耳其建築承包公司被工程新聞記錄選為最重要的國際承包商名單(共225家)，土耳其建築承包業排名世界第三，僅次於美國和中國。

### 服務業

#### 交通
2009年時，土耳其共有102座機場(90座為有鋪設跑道，另12座無鋪設跑道)，包括6座國際機場，在伊斯坦堡，安卡拉，伊茲密爾，特拉布宗， 達拉曼和安塔利亞。並有21座直升機飛機場。
土耳其鐵路網總長8697公里(2008年)，包括2133公里電氣化軌道。土耳其國家鐵路於2003年計劃建造高速鐵路，全線長533公里，從伊斯坦堡經埃斯基謝希爾到安卡拉，仍在建設中，預期將行車時間從6-7小時減少到3小時10分鐘。在安卡拉-埃斯基謝希爾部分長245公里，預計行車時間65分鐘，已建造完成。 2007年4月23日開始測試，並於2009年3月13日開始營運。埃斯基謝希爾-伊斯坦布爾部分預計將於2009年完成，包括馬爾馬雷隧道，預計於2012年營運，並成為第一個直接連接歐洲和安納托利亞的鐵路。
2006年，全國有公路網總長426951公里，包括1987公里的高速公路，居世界第13位。

#### 通訊
2008年時，共有1750.2萬電話用戶，居世界第18，行動電話用戶則有6582.4萬，居世界第15；網路使用人口2640.99萬人。

## 天然資源

### 礦產
在礦產多樣性方面，土耳其居世界第10，現產約有60種礦產，其中以硼鹽蘊藏量最豐富，土耳其的蘊藏量佔世界72%。根據中央情報局世界概況資料，另有煤、鐵、銅、鉻、鈾、銻、汞、金、重晶石、硼酸鹽、鍶、金鋼砂、長石、石灰石、菱鎂礦、大理石、珍珠岩、浮石、黃鐵礦、黏土。

### 石油及天然氣
土耳其境內有產石油及天然氣，但產量不足以自足，必須從國外進口，然於北安那托利亞黑海沿岸東色雷斯伊斯肯德倫灣及南安內托利亞地區近敘利亞及伊拉克邊境發現油田，可望使自給率提高。
土耳其建有油管1738公里，天然氣管708公里，巴庫-第比利斯-油管為世界第二長油管，於2005年5月10日開始營運。此油管將原油由裏海盆地送至土耳其第中海沿岸的Ceyhan港。計劃中的Nabucco管線則是運輸天然氣從裏海盆地經土耳其送至歐盟國家。Blue Stream為已營運的天然氣管，可將天然氣由俄羅斯運至土耳其，於2005年11月17日啟用。大布里士-安卡拉天然氣管長2577公里，銜接北伊朗至安卡拉。

### 核能
隨著生活水準提升，能源消耗亦隨之增加，土耳其政府計劃興建核能發電廠以增加裝機容量。興建核能發電廠最早於1960年代被提出，但廠商出價過高及安全因素而持續被取消。

## 最大規模企業
於2010年，共有12家土耳其企業進入富比士全球2000大企業排行榜中。以下為進榜企業:
| 世界排名 | 企業            | 產業   | 營收 (十億美元) | 利潤 (十億美元) | 資產 (十億美元) | 市值 (十億美元) |
| -------- | --------------- | ------ | --------------- | --------------- | --------------- | --------------- |
| 274      | 土耳其擔保銀行  | 銀行業 | 9.75            | 2.06            | 77.02           | 16.06           |
| 288      | 土耳其實業銀行  | 銀行業 | 10.97           | 1.61            | 86.34           | 12.60           |
| 321      | Koç Holding     | 銀行業 | 36.34           | 1.32            | 41.80           | 7.45            |
| 343      | Akbank          | 銀行業 | 8.06            | 1.16            | 60.23           | 15.75           |
| 414      | Sabancı Holding | 礦業   | 12.93           | 0.78            | 65.24           | 7.33            |
| 534      | 人民银行        | 銀行業 | 5.76            | 1.05            | 33.17           | 8.10            |
| 609      | VakıfBank       | 銀行業 | 6.25            | 0.81            | 35.48           | 5.93            |
| 666      | 土耳其电信      | 電信業 | 6.82            | 1.18            | 8.97            | 11.25           |
| 683      | 土耳其移动      | 電信業 | 5.89            | 1.55            | 8.00            | 13.19           |
| 934      | Enka İnşaat     | 營造業 | 5.87            | 0.50            | 7.63            | 7.29            |
| 1507     | 土耳其航空      | 航空業 | 4.00            | 0.74            | 5.10            | 2.87            |
| 1872     | Doğan Holding   | 礦業   | 8.17            | 0.05            | 6.80            | 1.68            |

## 國外貿易及投資
土耳其為投資中歐東歐及独联体最多的國家之一，已投資於這些國家超過15億美元，其中32%投資於俄羅斯，主要為天然資源及營造業；另有46%投資於黑海鄰國，保加利亞及羅馬尼亞，土耳其公司在波蘭亦有相當大的外商直接投資，規模約1億美元。
於2008年，土耳其出口總值達1418億美元，進口值為2048億美元，主要因能源需求提高如天然氣及原油等。土耳其政府的目標為2013年時，出口值能達2000億美元，貿易總值達4500億美元。在出口產品方面，於最近20年已有相當大的改變，天然氣所佔比例於1980年、1990年、2005年分別為74%、30%、12%，高科技產品分別為5%、14%、43%。
土耳其最主要的貿易伙伴為德国，中国和俄罗斯。

## 外部連結
- Turkish-U.S. Business Council （页面存档备份，存于） (TAIK)
- OECD's Turkey country Web site （页面存档备份，存于） （页面存档备份，存于） and OECD Economic Survey of Turkey （页面存档备份，存于） （页面存档备份，存于）
- A Guide on Doing Business in Turkey
- Invest in Turkey （页面存档备份，存于）
- Latest Indicators of Turkish Economy - Association of Treasury Controllers
- 中的“Turkey Economic Development”
- World Bank Data and Statistics for Turkey